# わたしはカモちゃん
『わたしはカモちゃん』は、1969年10月5日から1970年3月29日までフジテレビ系列局で放送されていたフジテレビ製作のテレビドラマである。キッコーマン醤油（現・キッコーマン）の一社提供。全26話。放送時間は毎週日曜 21:00 - 21:30 （日本標準時）。

## 概要
歌手になるために田舎から上京してきた、「カモちゃん」ことカモメが繰り広げるドラマ。カモちゃん役の江利チエミが披露する歌やものまねが本作の見所となっていた。
1963年放送開始の『キャプテン・ドレーク』以来フジテレビで放送され続けたキッコーマン提供の30分ドラマシリーズは、本作の最終回をもって幕を閉じた。

## 出演者
- 江利チエミ
- ミヤコ蝶々
- 石浜朗
- 横山道代
- 四代目中村梅之助
- 高田敏江
- 前田吟

## スタッフ
- 原作：水木洋子
- 脚本：水木洋子
- 演出：内野満寿男
- 撮影技術：秋場たけお
- 音楽：筒井広志